# 我們的歌曲
《我們的歌曲》（日語：僕たちの歌）是佐香智久的第5張單曲。2013年1月30日由SME Records發售。

## 概要
與前作《你的愛情月曆》相隔約4個月發售，是2013年的第1張單曲。表題曲《我們的歌曲》是佐香智久出道以来第2首動畫歌曲。

## 收錄曲目
1. 我們的歌曲（僕たちの歌） [5:22]
作詞：Tomohisa Sako、Tomoyuki Ogawa，作曲：Tomoyuki Ogawa，編曲：Saku
  - 電視動畫《絕園的暴風雨》片尾曲[2]
2. 月亮的背面（月の裏側） [5:32]
作詞：Tomohisa Sako、Tomoyuki Ogawa，作曲：Tomoyuki Ogawa，編曲：Saku
3. 初戀 [5:53]
作詞、作曲：Tomohisa Sako，編曲：Sorao Mori
4. 我們的歌曲 (INSTRUMENTAL)
5. 月亮的背面 (INSTRUMENTAL)
6. 初戀 (INSTRUMENTAL)

## 外部連結
- 日本索尼音樂娛樂歌曲介紹網頁
  - 初回限定盤
  - 通常盤
  - アニメ盤A
  - アニメ盤B